# Exotérisme
 (mars 2016).
Si vous disposez d'ouvrages ou d'articles de référence ou si vous connaissez des sites web de qualité traitant du thème abordé ici, merci de compléter l'article en donnant les références utiles à sa vérifiabilité et en les liant à la section « Notes et références ».
L'exotérisme est ce qui est public, profane, par opposition à ce qui est ésotérique. Ce terme est également utilisé pour décrire les cérémonies publiques (religieuses, rituelles) dans leurs manifestations alors que l'ésotérisme affirme les décrire dans leur signification secrète.
Terme d'usage philosophique, il fut appliqué à certains cours d'Aristote (Eudème, Protreptique, etc.) donnés en public. Par extension, il désigne tout enseignement accessible à tous.

## Étymologie
Le terme « exotérisme », utilisé surtout sous sa forme adjectivée (« exotérique »), provient du grec exö : extérieur, au dehors.

## Définition
L'exotérisme correspond aux croyances, rites et enseignements véhiculés par les religions et traditions qui s'adressent indifféremment à tous les membres d'une communauté, qu'il s'agisse des exotéristes novices (pas encore prêts, mais favorables à l'ésotérisme) ou des exotéristes profanes (indifférents voire hostiles à l'ésotérisme). 
Jamblique dit ceci des disciples ésotériques ou exotériques de Pythagore : « S'ils paraissaient dignes d'avoir accès à ses enseignements, en en jugeant d'après leur mode de vie et l'ensemble de leur comportement, ils devenaient, après avoir observé le silence de cinq ans, des ésotériques (έσωτερικοί), et ils écoutaient Pythagore du côté intérieur du rideau, en étant admis à le voir en personne. (...) Il n'est pas permis de mettre à la disposition du premier venu ce qui a été obtenu après tant de combats et d'efforts, pas plus qu'il n'est permis de divulguer aux profanes les Mystères des deux déesses d'Éleusis [Déméter, Perséphone] ». 
Les ésotériques (έσωτερικοί) sont des initiés, en tant que « sachants » (μαθηματικοί) ; les exotériques (έξωτερικοί) sont des candidats à l'initiation, comme « auditeurs » (άκουσματικοί) ; les profanes sont gens du dehors (οί έξω).